# Dominio BAR
En biología molecular, un dominio BAR es un dominio de dimerización altamente conservado en proteínas, especialmente en aquellas involucradas en la dinámica de las membranas celulares. Estos dominios tienen forma de plátano y se une a la membrana a través de su cara cóncava. Es capaz de sentir la curvatura de la membrana, teniendo una preferencia de unión con las membranas curvas. Los dominios BAR reciben su nombre de tres proteínas en las que se encuentran: Bin, Anfifisina y Rvs.

## Combinaciones con otros dominios
La mayoría de las proteínas que contienen dominios BAR también contienen dominios alternativos que son específicos a lípidos y ayudan a anclar estas proteínas a compartimientos específicos de la membrana. Algunos también tiene dominios SH3 que se unen a la dinamina, entonces, proteínas como la anfifisina y la endofilina están implicadas en la orquestación de la división de vesículas.

## Dominio N-BAR
Algunas proteínas que contienen el dominio BAR tienen una hélice anfipática en el extremo N-terminal. Esta hélice se inserta en la membrana e induce una curvatura, la cual es estabilizada opr el dímero de BAR. La anfifisina, endofilina, BRAP1/bin2 y la nadrina son ejemplos de proteínas que contienen un dominio N-BAR. La anfifisina de Drosophila es un ejemplo de una proteína con una preferencia por las superficies cargadas negativamente.

## Dominio F-BAR (EFC)
Los dominios F-BAR son extensiones de los dominios FCH. Se encuentran frecuentemente en el extremo N-terminal. Se pueden unir a las membranas lipídicas y pueden formar túbulos de lípidos in-vitro e in-vivo, pero su función fisiológica exacta aún se encuentra bajo investigación. Algunos ejemplos de familias que contienen el dominio F-BAR son CIP4/FBP17/Toca-1, Sindapinas (o PACSINas) y muniscinas. La eliminación del gen de la sindapina I en ratones reveló que esta forma de sindapinas son cruciales para controlar el tamaño de las vesículas sinápticas, por lo que ayudan a definir la curvatura de la membrana como proceso fisiológico. También se ha demostrado que la sindapina I es crucial para el marcaje correcto de la dinamina GTPasa en las membranas.

## Proteínas humanas que poseen este dominio
AMPH;    
ARHGAP17; 
BIN1;      
BIN2;      
BIN3;      
DNMBP; 
GMIP;   
RICH2;     
SH3BP1;
SH3GL1;    
SH3GL2;    
SH3GL3;    
SH3GLB1;   
SH3GLB2;